# SIMP J013656.5+093347
Pour les articles homonymes, voir Simp (homonymie).
Désignations
SIMP J013656.5+093347 est un naine brune de type spectral T2,5 située dans la constellation des Poissons. Elle est distante de ∼ 19,9 a.l. (∼ 6,1 pc) de la Terre.

## Nature, localisation et mouvement
SIMP J013656.5 +093347 est un naine brune de type spectral T2,5.
Sa position dans le ciel bouge annuellement d'environ 1,24 seconde d'arc avec un angle de position d'environ 90 degrés.
En 2017, il a été annoncé que la masse de l'objet pouvait être aussi faible que 12,7 fois celle de Jupiter et que celui-ci devrait être considéré comme une planète plutôt que comme une naine brune car elle semble appartenir au jeune groupe mouvant de la Proche-Carène (Carina-Near), âgé de 200 millions d'années,,

## Découverte
SIMP J013656.5+093347 a été découverte en 2006 par Étienne Artigau, René Doyon, David Lafrenière, Daniel Nadeau, Jasmin Robert et Loïc Albert, dans le cadre du Sondage infrarouge de mouvement propre, abrégé SIMP.

## Variabilité et météorologie
Cette naine brune a fourni les premières indications de variations périodiques du flux chez les naines T. Cela a été interprété comme une signature des conditions météorologiques entrant et sortant du champ de vision à la période de rotation de l'objet, soit 2,4 heures. La forme de cette courbe de lumière évolue sur une échelle de temps de plusieurs jours, ce qui a été interprété comme un signe de l'évolution des structures nuageuses dans son atmosphère.

## Aurores
En 2018, des astronomes ont noté que « [d]étecter SIMP J01365663+0933473 avec le VLA par son émission radio aurorale signifie également que nous pourrions avoir une nouvelle manière de détecter les exoplanètes, y compris les objets insaisissables qui n'orbitent pas une étoile parent… Cet objet particulier est passionnant car étudier ses mécanismes de dynamo magnétique peut nous donner de nouvelles indications sur la manière dont le même type de mécanismes peut fonctionner dans les planètes extrasolaires — des planètes au-delà de notre système solaire… Nous pensons que ces mécanismes peuvent fonctionner non seulement dans les naines brunes, mais aussi dans les planètes géantes gazeuses et telluriques ».